# Colydodes
Colydodes is een geslacht van kevers uit de familie somberkevers (Zopheridae).

## Soorten
Deze lijst is mogelijk niet compleet.
- C. gibbiceps
- C. mammillaris
- C. peruviensis
- C. simplex